# Pyrrhura orcesi
Pyrrhura orcesi là một loài chim trong họ Psittacidae.